# Corymborkis forcipigera
Corymborkis forcipigera är en orkidéart som först beskrevs av Heinrich Gustav Reichenbach och Josef Ritter von Rawicz Warszewicz, och fick sitt nu gällande namn av Louis Otho Otto Williams. Corymborkis forcipigera ingår i släktet Corymborkis, och familjen orkidéer. Inga underarter finns listade i Catalogue of Life.